# Hernandiaceae
A Hernandiaceae a babérvirágúak (Laurales) rendjének egyik családja.

## Rendszerezés
A családba az alábbi 4 nemzetség tartozik:
- Gyrocarpus Jacq.
- Hernandia Plum. ex L.
- Illigera Blume
- Sparattanthelium Mart.